# Brienz/Brinzauls
Brienz/Brinzauls  (romanche: Brinzauls) foi uma comuna da Suíça, no Cantão Grisões, com 115 habitantes. Estendia-se por uma área de 13,38 km², de densidade populacional de 9 hab/km². Confinava com as seguintes comunas: Alvaneu, Alvaschein, Lantsch/Lenz, Surava, Tiefencastel.
A língua oficial nesta comuna era o Alemão, falado por 68,4% da população, enquanto que o romanche é falado por 31,6% .

## História
Em 1 de janeiro de 2015, passou a formar parte da nova comuna de Albula/Alvra.